# Solidago virga-aurea
Solidago virga-aurea là một loài thực vật có hoa trong họ Cúc. Loài này được Auct. miêu tả khoa học đầu tiên.